# Окулярник абісинський
Окулярник абісинський (Zosterops abyssinicus) — вид горобцеподібних птахів родини окулярникових (Zosteropidae). Мешкає в Східній Африці і на Аравійському півострові.

## Опис
Довжина птаха становить 10-12 см. Верхня частина тіла зелена, у північних підвидів темніша і сіруватіша. Навко очей характерне вузьке біле кільце, від очей до дзьоба ідуть чорні смужки. Нижня частина тіла жовтувата або світло-сіра в залежності від підвиду.

## Підвиди
Виділяють три підвиди:
- Z. a. abyssinicus Guérin-Méneville, 1843 — схід Судану, Еритрея, північ і центр Ефіопії;
- Z. a. arabs Lorenz von Liburnau, L & Hellmayr, 1901 — південний захід Саудівської Аравії, Ємен, південний Оман;
- Z. a. omoensis Neumann, 1904 — захід Ефіопії.

## Поширення і екологія
Абісинські окулярники поширені від східного Судану і північної Ефіопії до півночі Сомалі і до Оману. Вони живуть у відкритих лісових масивах, чагарникових заростях, ваді і садах. В Аравії птах зустрічається на висоті до 3100 м над рівнем моря.

## Поведінка
Вони харчуються переважно комахами, а також нектаром. Зазвичай шукають здобич на деревах.